# Peniophora carnea
Peniophora carnea är en svampart som först beskrevs av Berk. & M.A. Curtis, och fick sitt nu gällande namn av Mordecai Cubitt Cooke 1879. Peniophora carnea ingår i släktet Peniophora och familjen Peniophoraceae.   Inga underarter finns listade i Catalogue of Life.